# Opération Starlite
Guerre du Viêt Nam
L'opération Starlite (également connue au Viêt Nam sous le nom de bataille de Van Tuong), qui eut lieu en 1965, est la première action offensive majeure d'un régiment dirigé par une unité purement américaine au cours de la guerre du Viêt Nam.

## La finalité de l'opération
Le major-général Nguyễn Chánh Thi (en), commandant des forces sud-vietnamiennes dans le nord, délivre des renseignements sur base desquels le lieutenant-général Lewis William Walt (en) conçoit un plan pour lancer une attaque préventive contre le régiment Việt Cộng afin d'annihiler la menace pesant sur la base vitale de Chu Lai (en) et d'assurer la sécurité de sa puissante tour de communication.

## L'opération
L'opération a été menée du 18 au 24 août 1965 et a consisté en un assaut interarmes impliquant des unités terrestres, aériennes et navales. Des Marines américains ont été déployés au moyen d'hélicoptères (Uh34) pendant que d'autres l'étaient par un débarquement amphibie. Quelque 5 000 Marines ont pris part à l'opération.